# Limnophora divergens
Limnophora divergens är en tvåvingeart som beskrevs av Malloch 1925. Limnophora divergens ingår i släktet Limnophora och familjen husflugor. Inga underarter finns listade i Catalogue of Life.